# Jim Doman
Jim Doman (8 april 1949 - mei 1992) was een professionele pokerspeler uit de Verenigde Staten. Hij heeft twee World Series of Poker titels op zijn naam staan. Zijn eerste won hij tijdens de World Series of Poker 1982 in een $1.000 No-Limit Hold'em-toernooi. Een jaar later won hij zijn tweede titel. Tijdens de World Series of Poker 1986 eindigde hij de 8e plek van het Main Event.
Tijdens zijn carrière heeft Doman meer dan $900.000 bij elkaar gewonnen met toernooien.

## World Series of Poker bracelets
| Jaar | Toernooi                | Prijs   |
| ---- | ----------------------- | ------- |
| 1982 | $1.000 No-Limit Hold'em | $96.000 |
| 1983 | $800 Mixed Doubles      | $10.100 |